# Décennie 1590 en architecture
| Années de l'architecture : 1587 - 1588 - 1589 - 1590 - 1591 - 1592 - 1593    |
| Décennies de l'architecture : 1560 - 1570 - 1580 - 1590 - 1600 - 1610 - 1620 |

Cet article présente les faits marquants de la décennie 1590 en architecture.

## Événements
- 14 mai 1590 : Giacomo della Porta et Domenico Fontana achèvent la construction du dôme de la Basilique Saint-Pierre à Rome[1].
- 2 novembre 1590 : inauguration de la mosquée de Sinan Pacha à Damas[2].
- 26 septembre 1594 : Henri IV, par lettres patentes, lance son « Grand Dessein », unir le Louvre au château des Tuileries, en construisant une aile de bâtiments le long de la Seine, la « galerie du bord de l'eau », à Paris[3].
- 6 juillet 1597 : consécration de l'église Saint-Michel (Michaelskirche) à Munich[4].
- 10 juillet 1598 : Maximilien de Béthune rachète tous ses droits sur la baronnie de Rosny à son frère Philippe de Béthune et fait immédiatement commencer les travaux du château de Sully à Rosny-sur-Seine[5].

## Réalisations
- 1588-1591 : construction du pont du Rialto à Venise dessiné par Antonio da Ponte[6].
- 1588-1601 : construction du Harmandir Sahib, le temple d'Or des sikhs, à Amritsar, au Pendjab[7].
- 1590-1595 : construction du fort du Belvédère à Florence sous la direction de Bernardo Buontalenti[8].
- 1590-1597 : construction de la villa Hardwick Hall à Doe Lea (en) dans le Derbyshire par Robert Smythson, quintessence du style élisabéthain[9].
- 1591-1600 : construction de l'église San Salvatore in Lauro à Rome d'après le projet de l'architecte Ottaviano Mascherino[10].
- 1591-1602 : construction de l'église San Nicolò da Tolentino sur un projet de Vincenzo Scamozzi[11].
- 1592/1594-1596 : construction du château de Fushimi au Japon[12].
- 1593–1597 : construction de la Rushton Triangular Lodge (en), à Rushton, en Angleterre[13].
- 1594 : reconstruction du château de Matsumoto au Japon[14].
- 1595-1610 : construction de la Grande Galerie du Louvre, dite « galerie du bord de l'eau », par Louis Métezeau et Jacques II Androuet du Cerceau[15].
- 1596 : 
  - construction de la Ville Blanche à Moscou par l’architecte moscovite Fédor Saveliev[16].
  - construction de la villa Ferretti Angeli (it) par Vincenzo Scamozzi en Vénétie[17].
- 1596-1603  : réalisation de la façade de l'église Santa Susanna à Rome par Carlo Maderno[18], une des premières manifestations de l'architecture baroque.

- 1597 : construction de la Villa Molin à Padoue, sur les plans de Vincenzo Scamozzi[19].

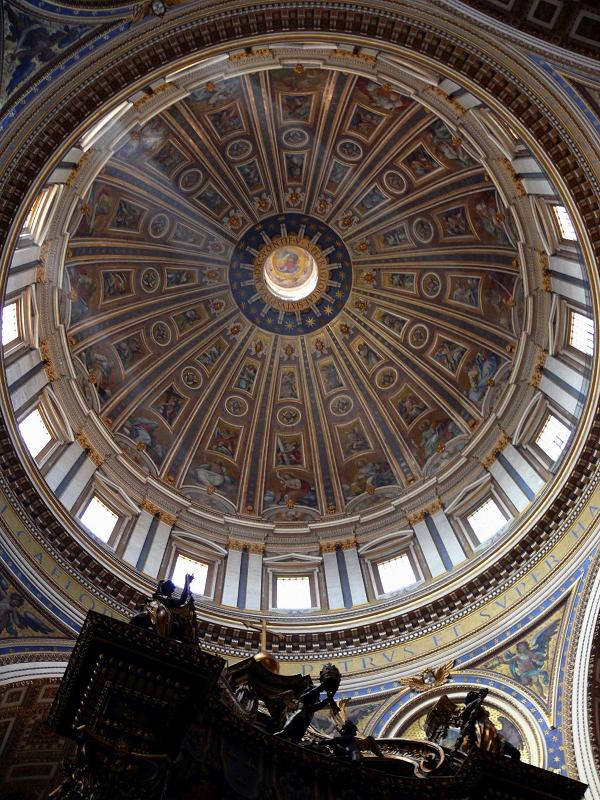
Le dôme achevé par Fontana et della Porta
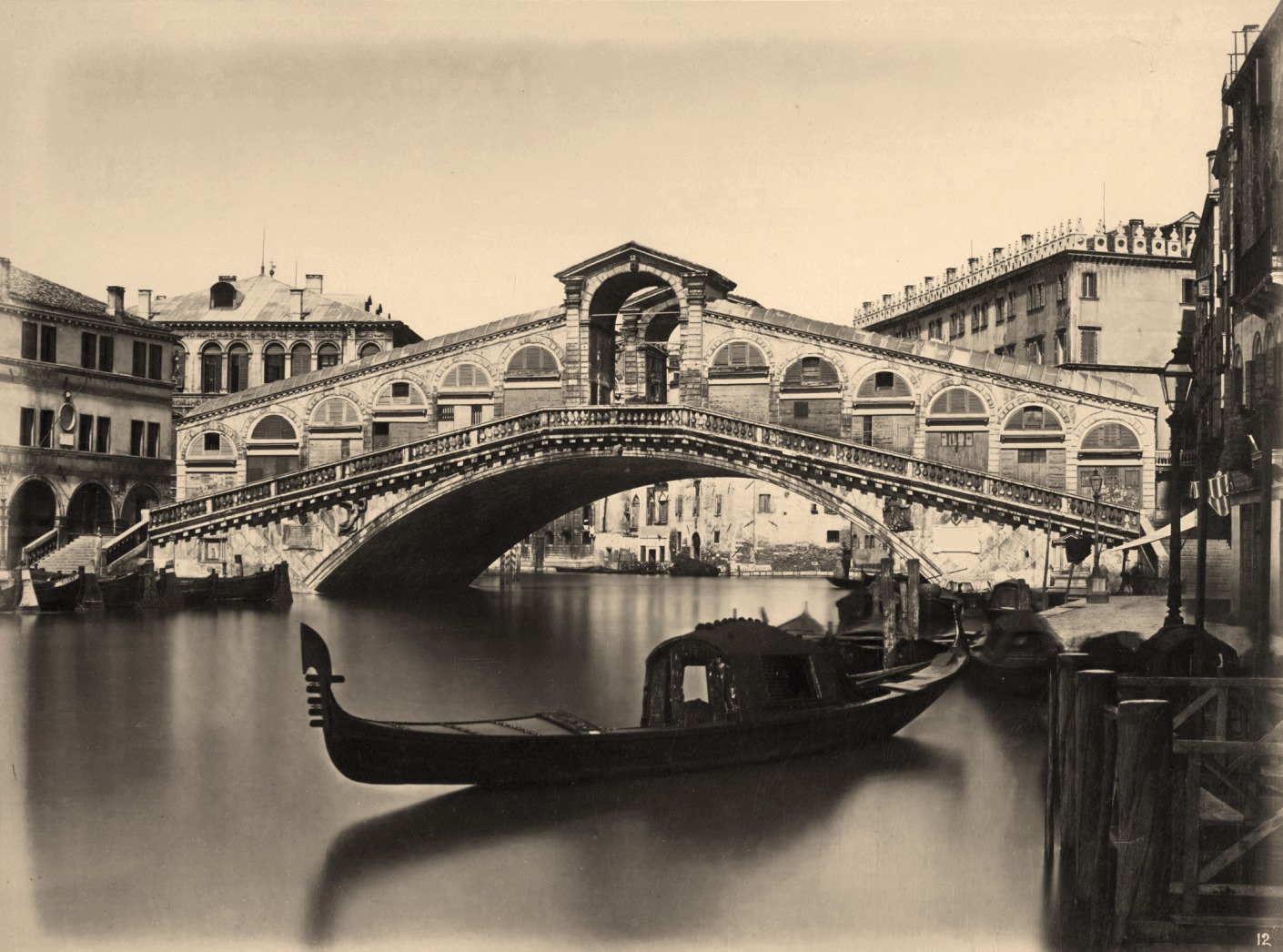
Pont du Rialto par Carlo Naya, 1875
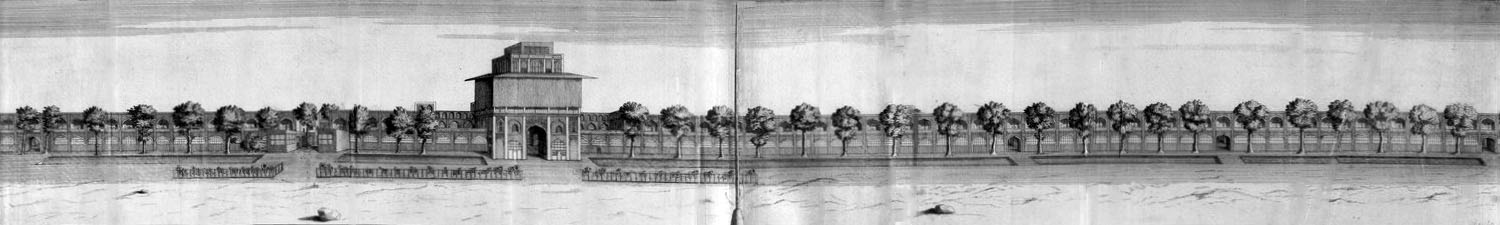
Le palais d'Ali Qāpu vu par Jean Chardin lors de son voyage en Perse en 1673-1677

## Naissances
- 1er novembre 1596 : Pietro da Cortona († 16 mai 1669)
- 13 janvier 1598 : François Mansart († 23 septembre 1666)
- 7 décembre 1598 : Gian Lorenzo Bernini (Le Bernin) († 28 novembre 1680)
- 1598 : Baldassare Longhena († 18 février 1682)
- 25 septembre 1599 : Francesco Borromini († 3 août 1667)

## Décès
- 13 avril 1592 : Bartolomeo Ammanati (° 18 juin 1511)
- 1593 : Juan de Herrera (° 1530)
- 1595 : Antonio da Ponte (° 1512)
- 1599 : Friedrich Sustris (en) (° 1540)